# Robert Poeverlein

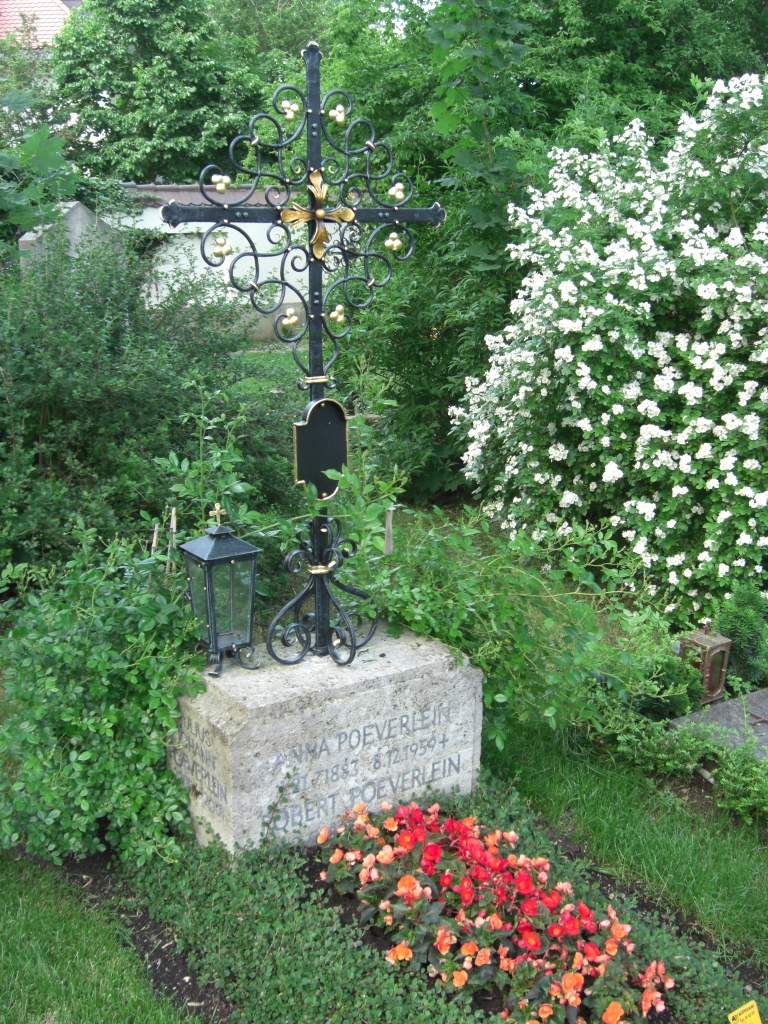
Grab von Robert Poeverlein auf dem Friedhof Nymphenburg in München.

Robert Poeverlein (* 7. Mai 1883 in Regensburg; † 29. Februar 1968 in München) war ein deutscher Architekt der Postbauschule.

## Leben
Poeverlein begann seinen beruflichen Werdegang bei der Eisenbahndirektion München und wurde am 1. Juni 1920 zum Oberpostrat bei der Oberpostdirektion München befördert. Gemeinsam mit Robert Vorhoelzer prägte Poeverlein den architektonischen Stil der oberbayerischen Postbauschule bis zum Verlust ihrer Eigenständigkeit und Eingliederung in die Reichspost im Jahr 1934. Zuletzt war er als Leiter des Postbau-, Bauverwaltungs- und Beschaffungswesens der Deutschen Reichspost in Bayern tätig. Bis zuletzt verteidigte Poeverlein das Neue Bauen.
Poeverlein war bis 1933 ehrenamtlicher Präsident des Bayerischen Kunstgewerbevereins, wurde jedoch in diesem Jahr wegen seiner antinazistischen Einstellung – er war nicht der NSDAP beigetreten – seines Amtes enthoben. Nach Auseinandersetzungen mit Gauleiter Julius Streicher, dem Nürnberger Oberbürgermeister Willy Liebel und Paul Ludwig Troost sowie einem gegen ihn eröffneten Disziplinarverfahren wegen „Judenbegünstigung“ wurde er als nicht mehr tragbar von Minister Wilhelm Ohnesorge aus dem Postdienst entfernt.
Nach dem Krieg arbeitete Poeverlein als Referent und Abteilungsleiter sowie Ministerialrat im Bayerischen Staatsministerium für Unterricht und Kultus. 1951 wurde Poeverlein, der bereits zuvor im Wiederaufbauausschuss des Museums tätig war, in den Vorstand des Deutschen Museums in München berufen. 1964 trat er von diesem Amt zurück. Im gleichen Jahr bekam er vom Bundespostminister zusammen mit dem Generaldirektor Edmond Struyf aus Belgien die Heinrich-von-Stephan-Plakette verliehen.

## Ehrungen
- 1953: Verdienstkreuz (Steckkreuz) der Bundesrepublik Deutschland
- 1959: Bayerischer Verdienstorden

## Schriften
- Gesundes deutsches Handwerk. E. A. Seemann, Leipzig 1934.
- (als Herausgeber): Bayerisches Kunsthandwerk von heute. Bruckmann, München 1952.
- Der Wiederaufbau des Deutschen Museums in München. München 1953.
- Erinnerungen. München 1966.